# Bordata (navigazione)
La bordata (detta anche bordo) è un tratto di navigazione di bolina percorso da un veliero senza cambiare l'orientamento dei pennoni o la posizione delle scotte. Più precisamente, la bordata è ogni tratto del bordeggio compreso fra una virata e la successiva.

Le varie fasi di una bordata.

Ad esempio, se la nave sta effettuando una bordata con il vento che soffia da destra e vira, finirà con una bordata con il vento che soffia dal lato sinistro. Guardando l'immagine a destra, la freccia rossa indica la direzione del vento. 
In pratica, le vele hanno un angolo fisso di 45 ° rispetto al vento, per i velieri tradizionali, e la corsa di bordata è mantenuta il più breve possibile prima che inizi una nuova bordata. Le navi a rotore possono virare molto più vicino al vento, da 20° a 30°.
Una manovra simile (chiamato abbattuta o strambata) è usata durante la navigazione di fronte al vento.